# Ngatpang Village
Ngatpang Village, ook Nekkeng genoemd, is de hoofdplaats van de gelijknamige Palause staat Ngatpang, aan de westkust van het hoofdeiland Babeldaob.
Net ten noorden van Ngatpang Village ligt een Chinese landbouwmissie, met een vestiging van de landbouwschool OISCA. Een andere weg vanuit Ngatpang richting het noorden voert naar een uitzichtspunt van waarop een groot deel van Centraal-Babeldaob en Ngeremeduu Bay zijn te zien.

Ibobang · Mechebechubel · Ngatpang Village · Ngerdubech · Ngeruchod
Airai · Dongosaro · Hatohobei · Imeong · Kayangel · Kloulklubed · Koror · Melekeok · Mengellang · Mongami · Ngaramasch · Ngatpang Village · Ngchesar Hamlet · Ngercheluuk · Ulimang · Urdmang